# 銭江路駅 (杭州市)
銭江路駅（せんこうろえき）は、中華人民共和国浙江省杭州市上城区慶春東路と銭江路の交差点に位置する杭州地下鉄2号線と4号線と9号線の駅。

## 歴史
- 2014年11月24日：2号線の駅として開業[1]。
- 2015年2月2日：4号線の開業により乗換駅となる[2]。
- 2017年10月：地下商店街が開業[3]。
- 2022年4月1日：9号線の駅として開業[4]。

## 駅構造
2号線と4号線は島式ホーム2面4線を有する地下駅。内側2線を2号線、外側2線を4号線が使用する。そのため両路線は同一方向での対面乗換が可能となっている。2号線銭江世紀城側では、上下線間に両渡り線を設置。さらにホーム位置では2号線上下線間に1本の留置線を配線。2号線と4号線の間には全方向連絡線を敷設しており、4号線から2号線への進入は順方向接続での接続となっている。
9号線は単式ホーム2面2線を有する地下駅。

### のりば
| 番線                          | 路線    | 行先                             |
| ----------------------------- | ------- | -------------------------------- |
| 2号線・4号線ホーム（地下2階） |         |                                  |
| 3                             | ■ 4号線 | 浦沿方面                         |
| 1                             | ■ 2号線 | 朝陽方面                         |
| 2                             | ■ 2号線 | 良渚方面                         |
| 4                             | ■ 4号線 | 火車東站・池華街方面             |
| 9号線ホーム（地下3階）        |         |                                  |
| 5                             | ■ 9号線 | 観音塘方面                       |
| 6                             | ■ 9号線 | 客運中心・臨平南高鉄站・竜安方面 |

（出典：杭州地下鉄：站内空间示意图）

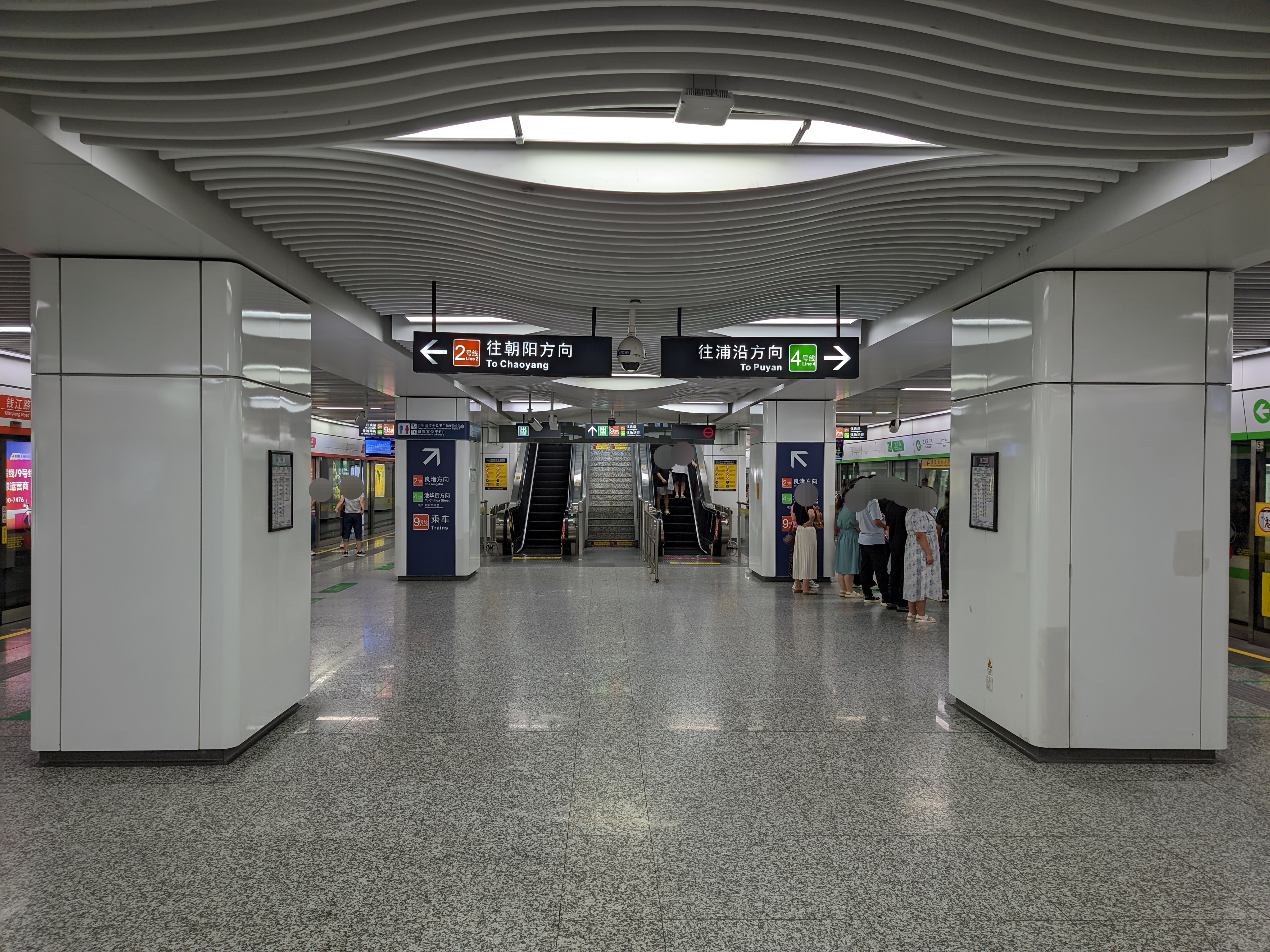
2号線と4号線1・3番線ホーム
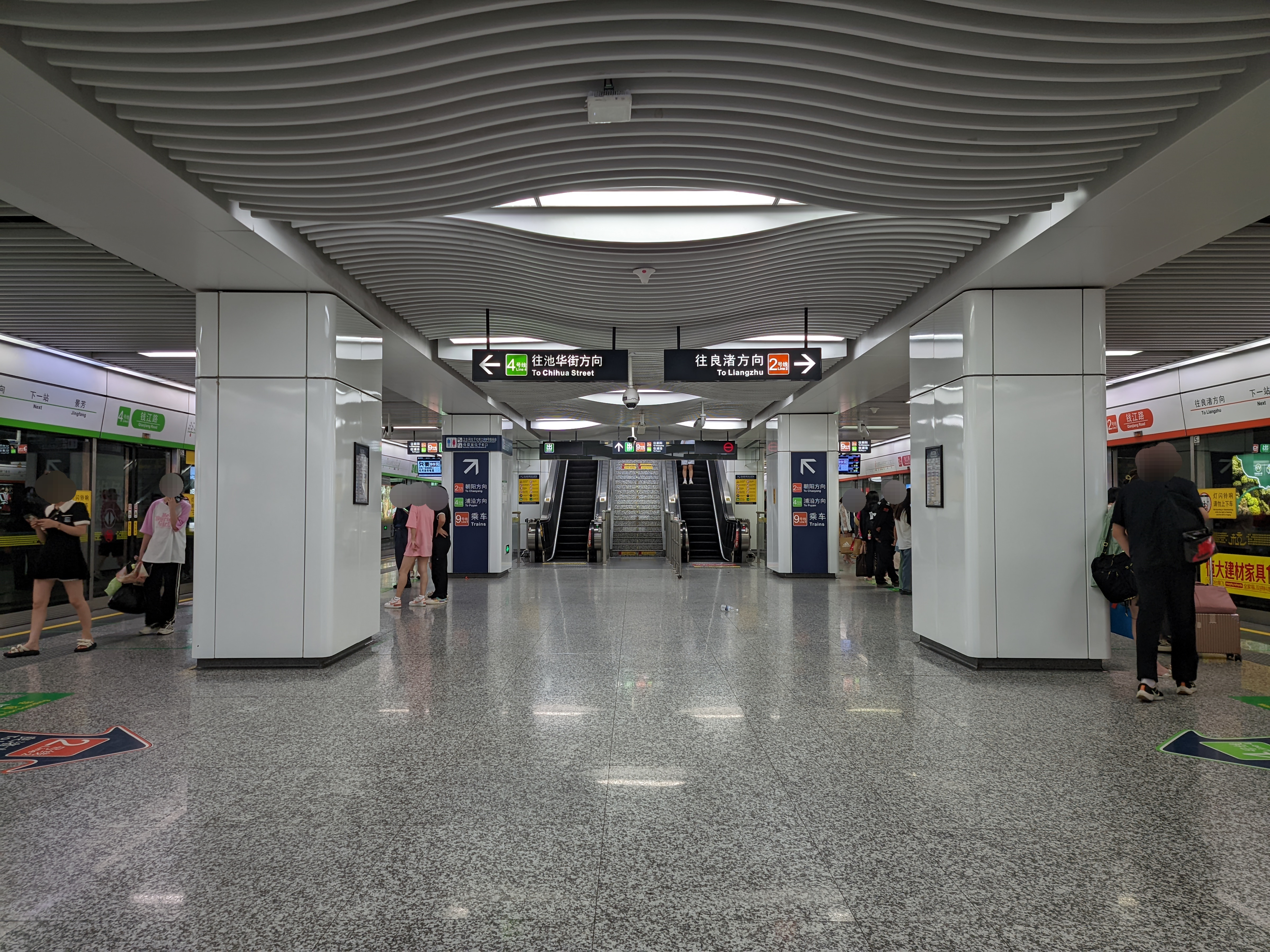
2号線と4号線2・4番線ホーム
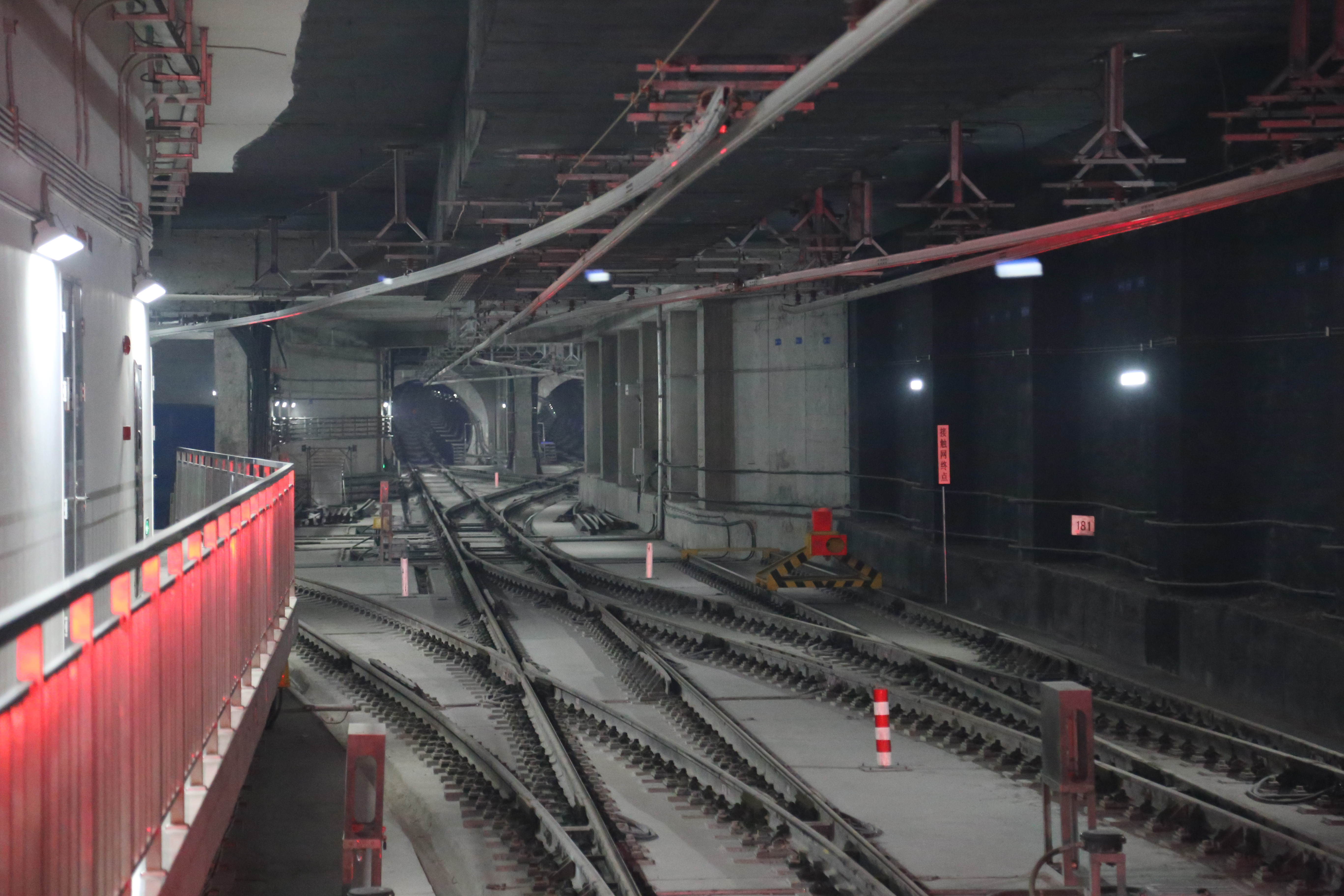
2号線の両渡り線と2号線・4号線連絡線
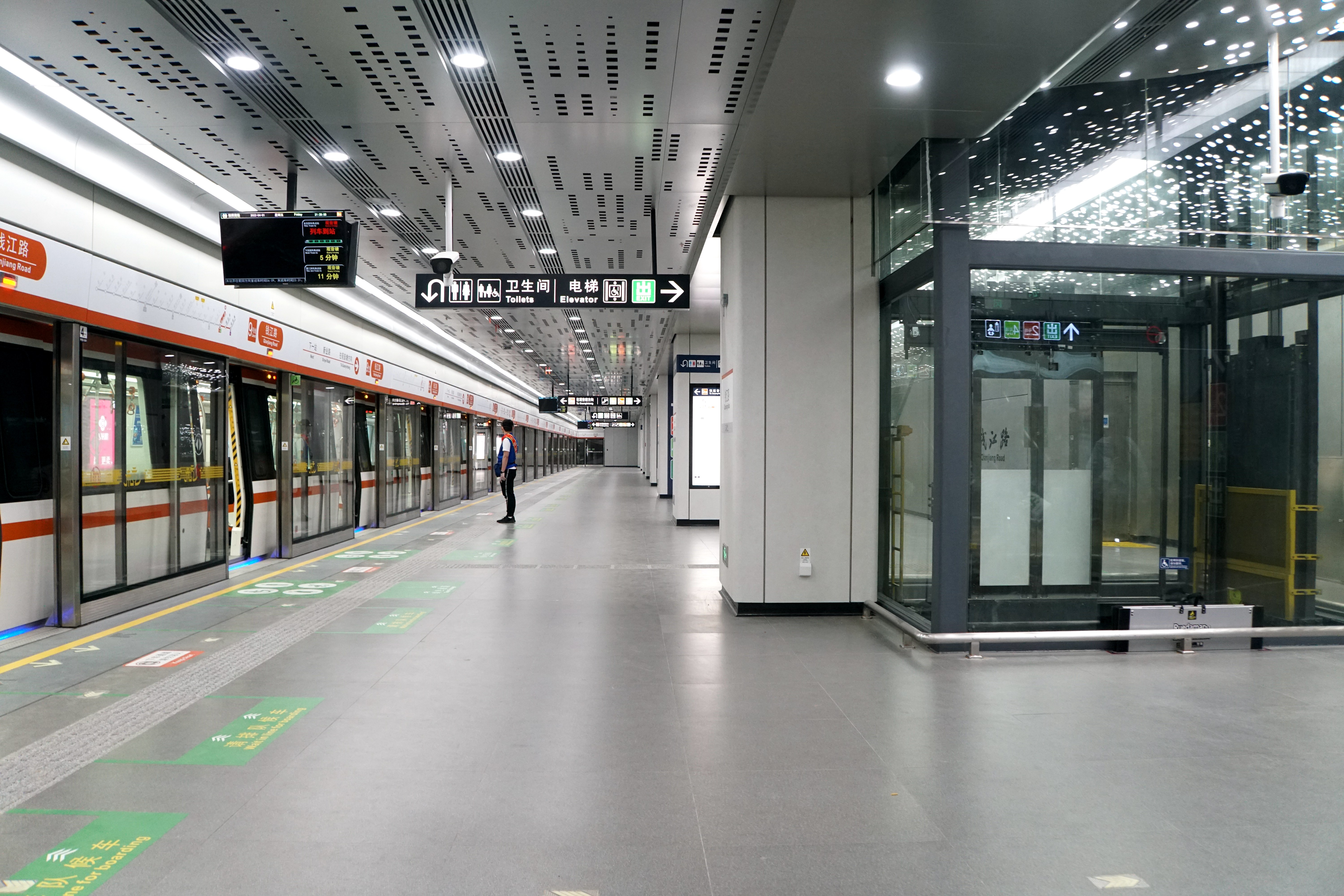
9号線5番線ホーム
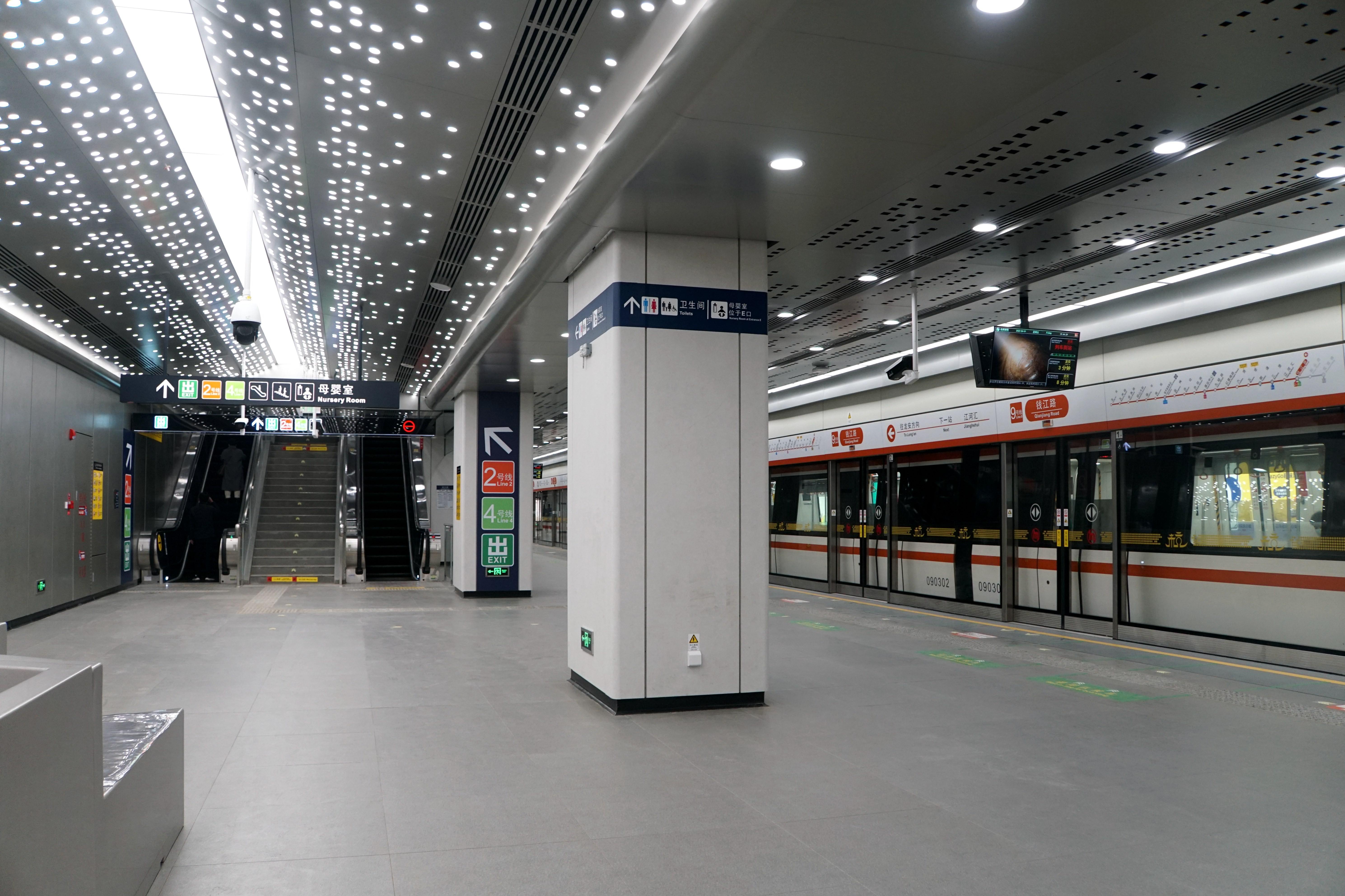
9号線6番線ホーム

### 乗換

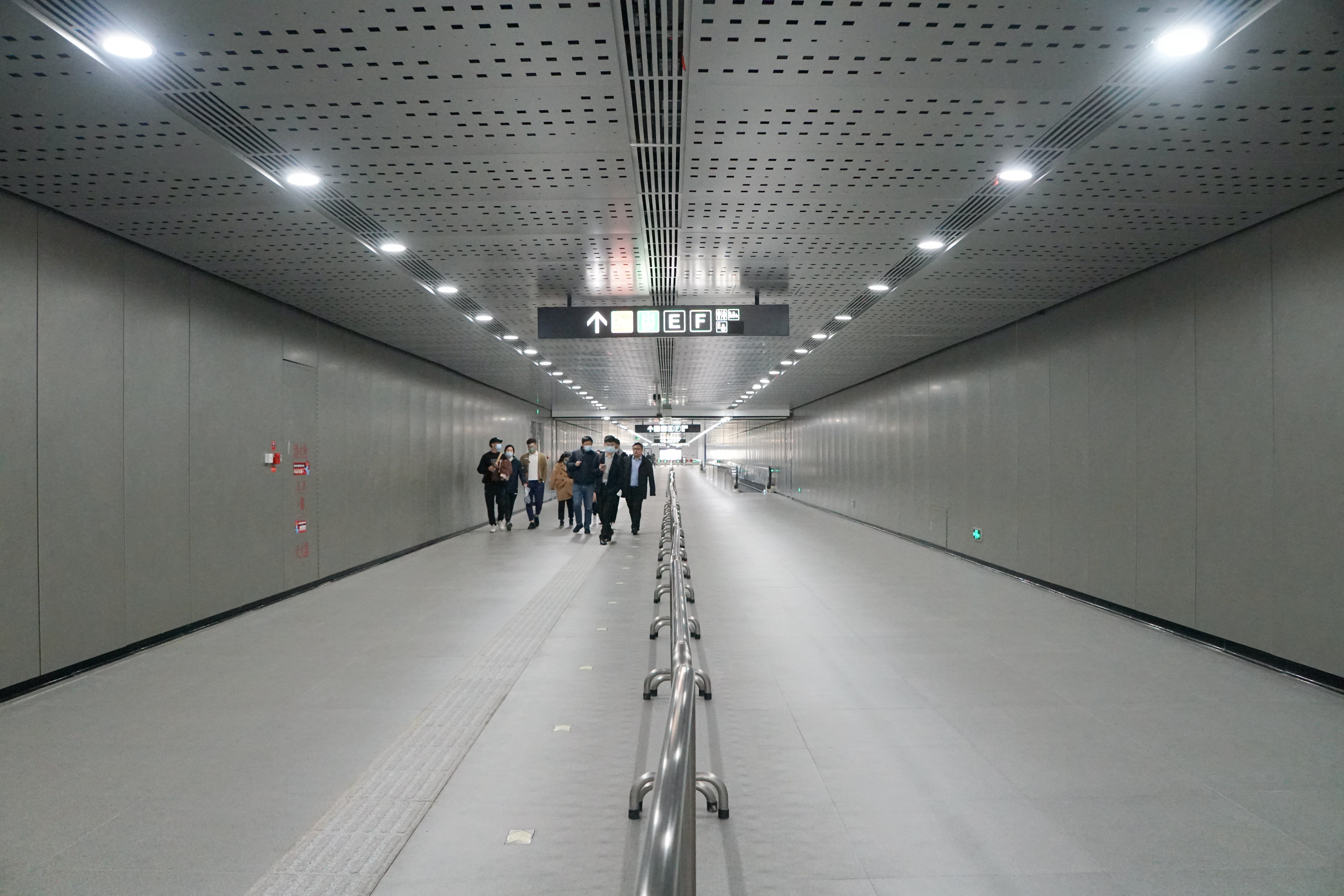
乗換通路（2022年4月）

2号線への4号線の乗り継ぎでは同一方向の乗り換えであれば同一ホームでの対面移動で可能だが、反対方向への乗り継ぎにはコンコースを経由する必要がある。2/4号線と9号線は地下1階の連絡通路を介しての乗り継ぎとなっている。距離が長いため通路内に動く歩道が設置されている。

### 地下商店街

地下商店街

地下1階には「檸檬町」という地下商店街があり、これは2号線の両渡り線の上階に立地している。元々は2/4号線コンコースとD1～D4出入口で直接連絡が可能であったが、9号線の建設に伴い9号線コンコースへの連絡通路が増設されたことにより、2/4号線と9号線の改札外区域は直接接続されておらず、両コンコース間の移動には必ず商店街を経由することが必須となった。

## 駅周辺
- 銭江三苑、銭江四苑、銭江五苑
- 和諧嘉園
- 新城国際・和園
- 悦璽
  - パークハイアット・杭州（中国語版） - D2出入口直結
- 杭州ミクシーシティ（中国語版） - D2出入口直結
- 悦府
- 平安金融中心（中国語版）
  - 平安悦坊

## ギャラリー

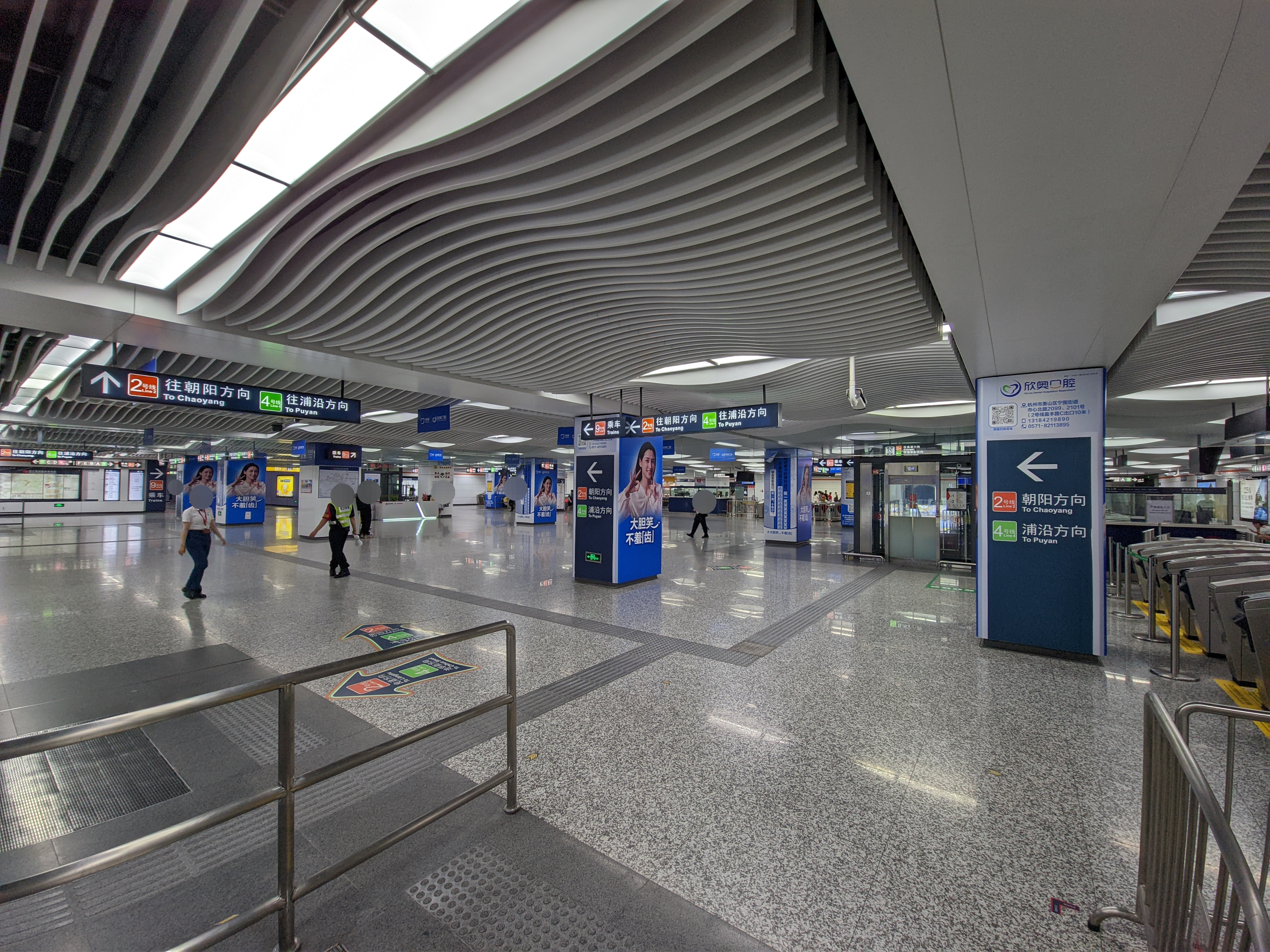
2号線・4号線コンコース
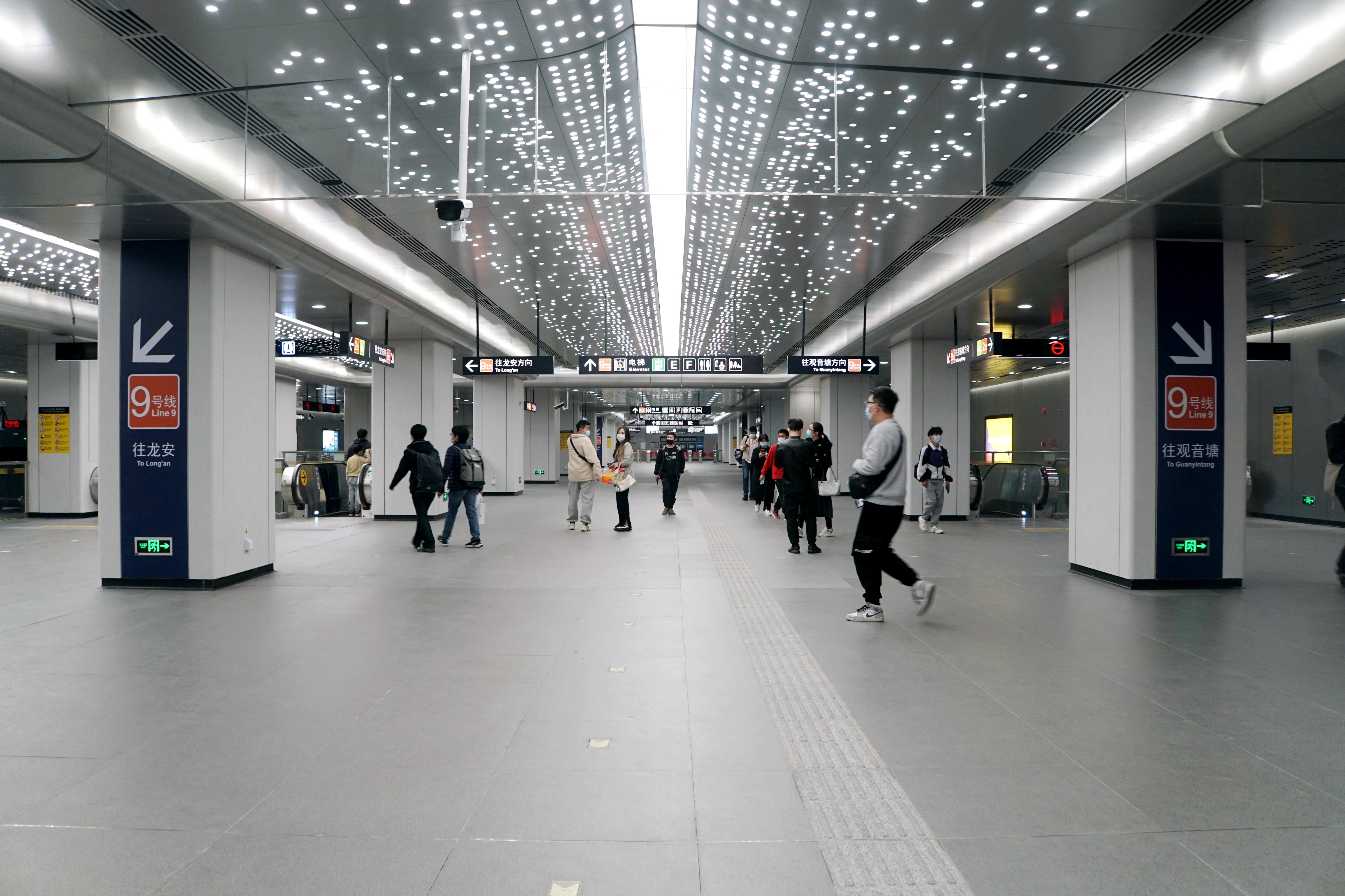
9号線コンコース
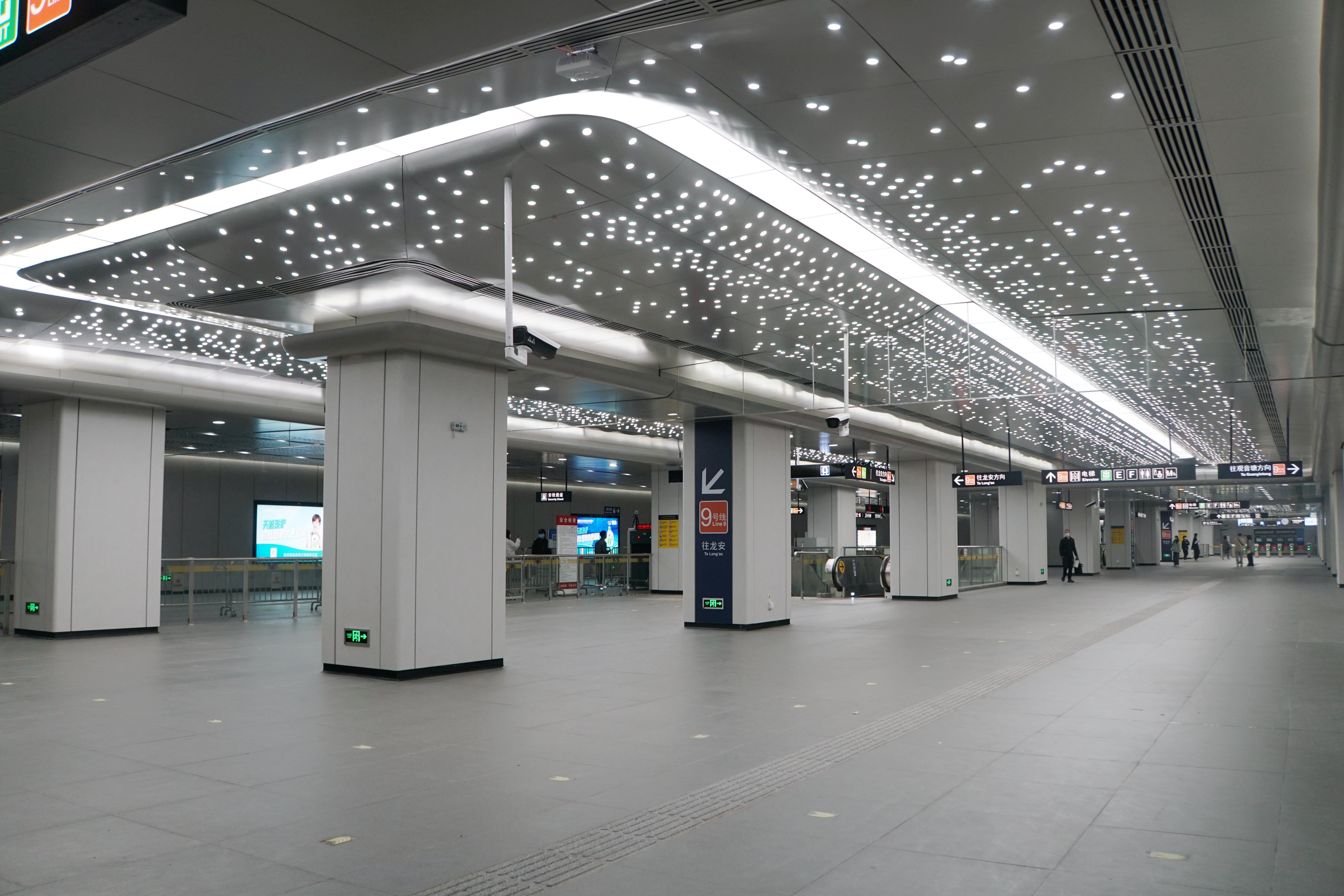
9号線コンコース

## 隣の駅
杭州地下鉄
■ 2号線
銭江世紀城駅  - 銭江路駅 - 慶春広場駅
■ 4号線
江錦路駅 - 銭江路駅 - 景芳駅
■ 9号線
新業路駅 - 銭江路駅 - 江河匯駅